# Justice League: Cry for Justice
Justice League: Cry for Justice (рус. Лига Справедливости: Взывая к справедливости) — ограниченная серия комиксов из семи выпусков, выпущенная издательством DC Comics в 2009—2010 годах. Серия написана Джеймсом Робинсоном и иллюстрирована Мауро Кассиоли и Скоттом Кларком. Серия рассказывает о приключениях спин-офф команды Лиги Справедливости, возглавляемой Зелёным Фонарём Хэлом Джорданом и Зелёной стрелой. В состав команды входят Стармен, Атом (Рэй Палмер), Супердевушка (Кара Зор-Эл). После гибели Марсианского Охотника и Бэтмена во время событий Финального Кризиса, Хэл Джордан решает сформировать новую команду, готовую бороться со злом и найти людей, подготовивших убийство Марсианского Охотника.

## История публикаций
Джеймс Робинсон объявил, что хотел бы начать работу надо новой Лигой Справедливости, в 2008 году на конценции Wizard World в Лос-Анджелесе. По его словам, это будет «справедливость ищущая справедливости, а не реагирующая на чрезвычайные ситуации, позволяя проблемам самим их находить». Также он отметил, что команду объединит убийство и оно будет связано с Финальный Кризисом.По его словам, «Хэл Джордан решает, что ему нужна активная команда. <…> Это хорошая эклектичная команда с несколькими странными персонажами в придачу.»
Позже, в интервью Робинсон сообщил, что серия будет состоять из семи выпусков, первый из которых выйдет 1 июля 2009 года.
Ещё перед официальным выпуском серии, к ней присутствовало несколько отсылок сюжета. В выпуске Final Crisis: Requiem Хэл Джордан и Оливер Куинн видят последствия смерти Марсианского Охотника и безнаказанности его убийц. Питер Томази прямо сообщил, что смерть Дж’онна Дж’онзза будет иметь отношение к событиям серии. В Justice League of America vol. 2 #32, Хэл и Оливер не соглашаются с мнением Чёрной Канарейки, жены Оливера и текущим председателем Лиги Справедливости, по поводу формирования «новой лиги».

## Сюжет
После споров с другими членами Лиги Справедливости о привлечении к ответственности злодеев, подготовивших убийство Марсианского Охотника, Хэл Джордан и Оливер Куинн решают покинуть Лигу и самостоятельно найти виновных, которые были членами Секретного Общества Суперзлодеев. Рэй Палмер и Райн Чой объединяются, чтобы попытаться узнать, кто стоит за кражей некоторого оборудования из лаборатории Палмера. Им удаётся схватить Киллера Мота и после пыток он сообщает, что его нанял Прометей. Тем временем, Стармэн скорбит по погибшему коллеге, Тони, который умер во время нападения группы злодеев, а Конгорилла оплакивает потерю своего племени и смерть Свободного Зверя.
Стармэн и Конгорилла встречаются и решают найти Тень. В Централ-сити, Джей Гаррик встречается с Атомом и Шазамом для расследования кражи высокотехнологичного оборудования из Музея Флэша. Зелёный Фонарь и Зелёная стрела наносят поражение группе злодеев, во главе с Прометеем и объединяются с Атомом, Шазамом и Супердевушкой.
Зелёный Фонарь и Зелёная стрела допрашивают пойманного Прометея и выясняют, что это Клэйфейс, выдающий себя за него. Они понимают, что поимка была подстроена Прометеем, и они попали в ловушку в заминированном здании. В то же время, в своей штаб-квартире, настоящий Прометей хвастает злодею Ай Кью, что у него гораздо большие планы, чем знают его враги, а также признается в убийстве Тасманского Дьявола, Блеска и Сэндсторма.
Фредди Фримену удаётся спасти других от бомбы Клэйфейса, и Хэл Джордан обращается за помощью к Лиге Справедливости Америки. Джей Гаррик тем временем обнаруживает у себя дома Тень, который его ждёт, чтобы поговорить, а Конгорилла и Стармэн ищут Энимал Мэна, чтобы обратиться к нему за помощью.
На спутнике Лиги Справедливости Хэл и Оливер обращается к команде за помощью, но взгляды Лиги не позволяют им выполнить их просьбу и выследить Прометея. Позже, Страж прибывает в Метрополис при помощи телепорта, а Шазам нападает на Супердевушку и Красную стрелу. Выясляется, что Шазам — есть Прометей, и он поставил в каждом доме устройства, при активации которых все жители покинут пространство и время и переместятся сквозь него. Донне Трой удаётся схватит Прометея, и он говорит что сообщит о местонахождении каждого устройства, если его отпустят. Когда Зелёная стрела отказывается выполнить его условия, Прометей говорит, что уже начал обратный отсчёт к запуску устройства и первой целью будет город Стар-сити.
Жители Стар Сити в панике, но героям не удаётся помешать планам Прометея — вместо того, чтобы переместиться, город был разрушен, а жители исчезли или погибли. В развалинах Зелёная стрела находит тело Лиан, дочери Красной стрелы. По всей стране начинается хаос, никто из героев не знает, как отключить устройство. Когда время почти на исходе, Красная стрела идёт к Прометею и взамен на информацию разрешает ему уйти. Прометей говорит как разрядить устройства, а сам телепортируется.
Вскоре после событий, во время Темнейшей ночи, Прометей, сидя в своём логове, разрабатывает план своего следующего появления. Услышав шум, он оборачивается и видит Зелёную стрелу, который стреляет из своего лука в голову Прометея, убивая его на месте.

## Отзывы
Хотя работа художника получила множество положительных отзывов, рецензенты критически отзывались о стиле написания Робинсона, конкретно — о диалогах между героями и характеристиках главных героев. Последний выпуск серии был неоднозначно воспринят как в отношении иллюстраций, которые были подготовлены уже другим художником — Скоттом Кларком, так и в отношении сюжета и гибели нескольких персонажей (например, Лиан Харпер). Несмотря на смешанные отзывы, Джеймс Робинсон был номинирован на соискание Премии Уила Айснера как «Лучший писатель», а Мауро Кассиоли — как «Лучший художник», но ни один из них премии не получил. Сайт IGN оценил первый выпуск в 5.2/10, в то время как Comic Book Resources поставил первому выпуску 5/5, а последнему — 2/5.

## Коллекционные издания
| Название                        | Дата         | Включённые выпуски                   | ISBN               |
| ------------------------------- | ------------ | ------------------------------------ | ------------------ |
| Justice League: Cry for Justice | 10 июня 2010 | Justice League: Cry for Justice #1-7 | ISBN 1-4012-2567-5 |